# Onze-Lieve-Vrouw-Onbevlekt-Ontvangenkerk
Die Onze-Lieve-Vrouw-Onbevlekt-Ontvangenkerk (Kirche der unbefleckten Empfängnis unserer lieben Frau) ist eine römisch-katholische Kirche im Kerkrader Stadtteil Terwinselen.

## Geschichte

### Vorgeschichte und Bau
1915 wurde eine Notkirche in der Heistraat errichtet. Hubert Spierts wurde 1918 nach Terwinselen als Pastor mit dem Auftrag gesandt, eine Pfarrkirche zu errichten.
1918 kaufte Spierts das Grundstück für die Kirche von Graf d'Ansembourg.
Die neue Kirche wurde maßgeblich unter Einsatz des eigenen Geldes des Pastors und dessen Anleitung errichtet. Als Bauherr beauftragte Spierts den Architekten Hubert van Groenendael mit dem Bau. 1919 wurde mit dem Ausholen von 1472 m³ Kies und Sand aus der Umgebung des Terwinseler Hofes begonnen. Zur gleichen Zeit wurde – ebenfalls unter der Leitung Pastor Spiers – eine Schule mit den gleichen Materialien gebaut. Etwa zeitgleich mit dem Abbau von Sand und Kies begann man mit dem Brennen der Ziegel in der  heutigen Dr. Poelsstraat. Die Staatsmine Wilhelmina legte eine Wasserleitung aus dem Bergwerk zu den dortigen Feldbrandziegeleien. Zudem sorgte die Staatsmine für eine Schmalspurbahn, die am Bauplatz von Schule und Kirche dafür sorgte, die benötigten Materialien und Ziegel transportieren. Im Jahr 1920 hatten die Feldbrandziegeleien Ausgaben von 57.427 Gulden auszuweisen. 1921 beliefen sich die Ausgaben auf 82.500 Gulden.
Nach der Aufnahme des Lehrbetriebs in der fertiggestellten Schule wurde beschlossen, die Kirche in ihrer Nähe zu errichten. Im Mai 1921 kündigte Pastor Spierts den Beginn des Kirchbaus an. Dabei forderte er die Pfarrgemeinde auf, persönlich beim Bau mitzuhelfen. Im Juni 1921 wurde mit dem Bau der Kirche begonnen. Im Juli folgte die Grundsteinlegung, im Anschluss verkündete Pastor Spierts, dass der Platz vor der Kirche Dr. Nolensplein heißen solle.  Der heutige Name ist Dr. Nolensstraat.

### Nach dem Bau
Nach schweren Bergbauschäden, bei denen die Kuppeln zerstört wurden, wurden 1939 neue Decken eingebaut.
Seit dem Jahr 2001 ist die Kirche aufgrund ihres „kulturhistorischen Wertes als besonderer Ausdruck einer geistigen und typologischen Entwicklung“ (cultuurhistorische waarde als bijzondere uitdrukking van een geestelijke en typologische ontwikkeling) als ein Rijksmonument eingetragen.
Die Kirche wurde 2014 und 2015 außen und von 2017 bis 2018 innen für insgesamt 1,6 Millionen Euro renoviert.

## Architektur
Die Kirche weist verschiedene eklektizistische Einflüsse auf und ist nach dem Typ einer Kreuzkirche mit doppelten Kreuzarmen errichtet. Die Apsis hat ein Kegeldach aus Kunstschiefer. Die 1939 eingebauten Decken bestehen aus geflochtenen Eisenkuppeln mit aufgebrachtem Stuck.

### Inneres

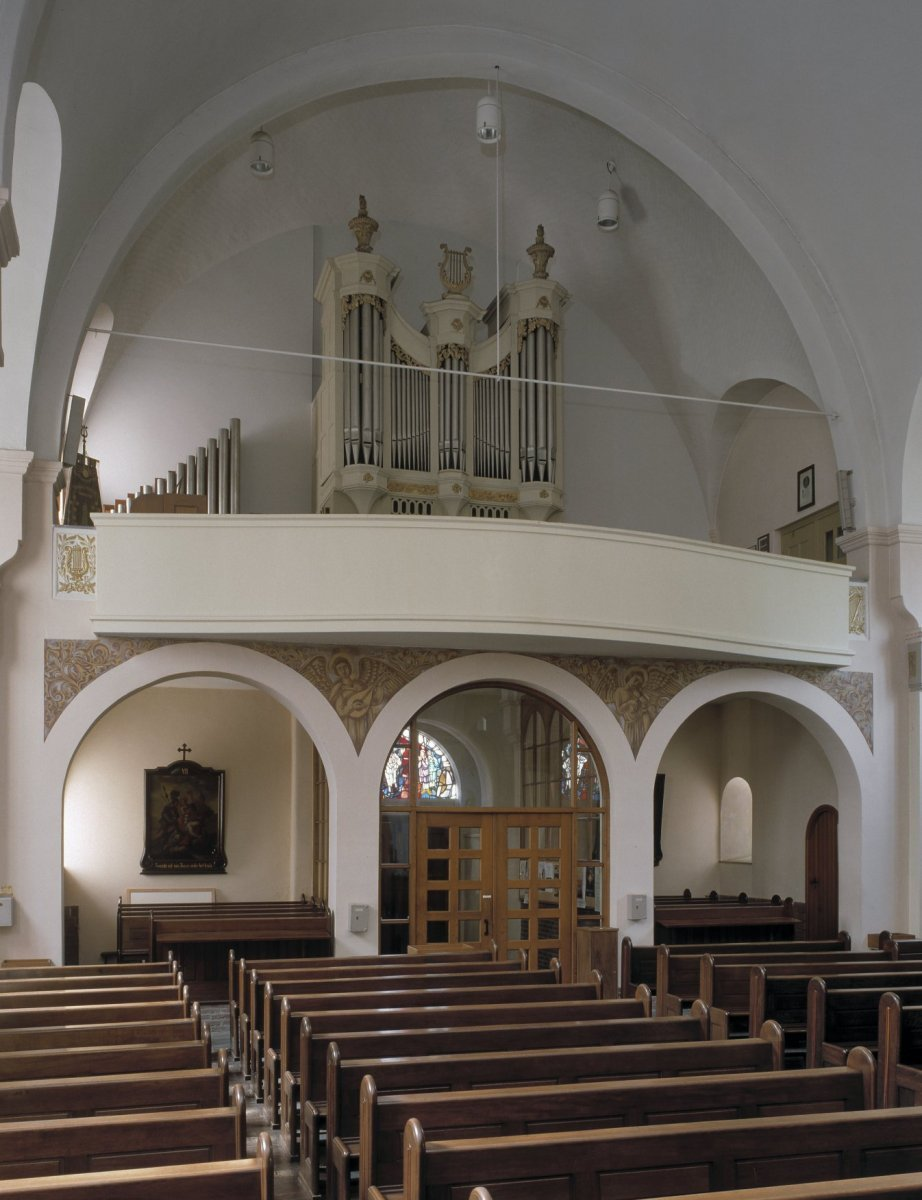
Innenraum der Kirche zur Orgel

Die Kreuzarme in Chornähe sind mit je zwei Tonnengewölben überdacht. Der Erker vor dem Chor ist mit einem Kuppelgewölbe überdacht, auf jeder Seite von ihm befindet sich eine kleine Kapelle mit Kreuzgewölbe. Das Haupt- und das Querschiff haben ein Tonnen-, die Vierung ein Kreuzgewölbe. In der Mitte der linken Seitenwand befindet sich die Taufkapelle mit Kuppelgewölbe. Die ehemalige Tür der Taufkapelle ist zugemauert und ein neues Fenster eingesetzt. Das Sandsteintaufbecken stammt von Edmund Wessling, viele Wandmalereien hat Charles Eyck zwischen 1929 und 1948 angefertigt, darunter das Triptychon hinter dem Hauptaltar. Die sandgestrahlten Fenster in den Kreuzarmen stammen von Jérôme Goffin aus der Nachkriegszeit. Die Chorbilder stammen von Frans und Arthur Nols. Die Gemälde neben dem Eingangsportal stammen von René Smeets aus dem Jahr 1930. Das Glas-Appliqué und die Trennwand zwischen Kapelle, Sakristei und Chor sind von Theo Lennartz. Die Verbindung zwischen der rechten Seitenwand der Kirche und dem Presbyterium wird durch die Sakristei gebildet. Der Verbindungskorridor vom Presbyterium zur Sakristei ist eingeschossig und flachgedeckt. Der Sockel ist aus Nievelsteiner Sandstein. Die Sakristei ist zweigeschossig und mit einem abgeflachten Walmdach gedeckt. Der Sockel ist ebenfalls aus Nievelsteiner Sandstein. Vor Arthur und Frans Nols hatte bereits Joan Collette den Chor bemalt.

### Ensemble

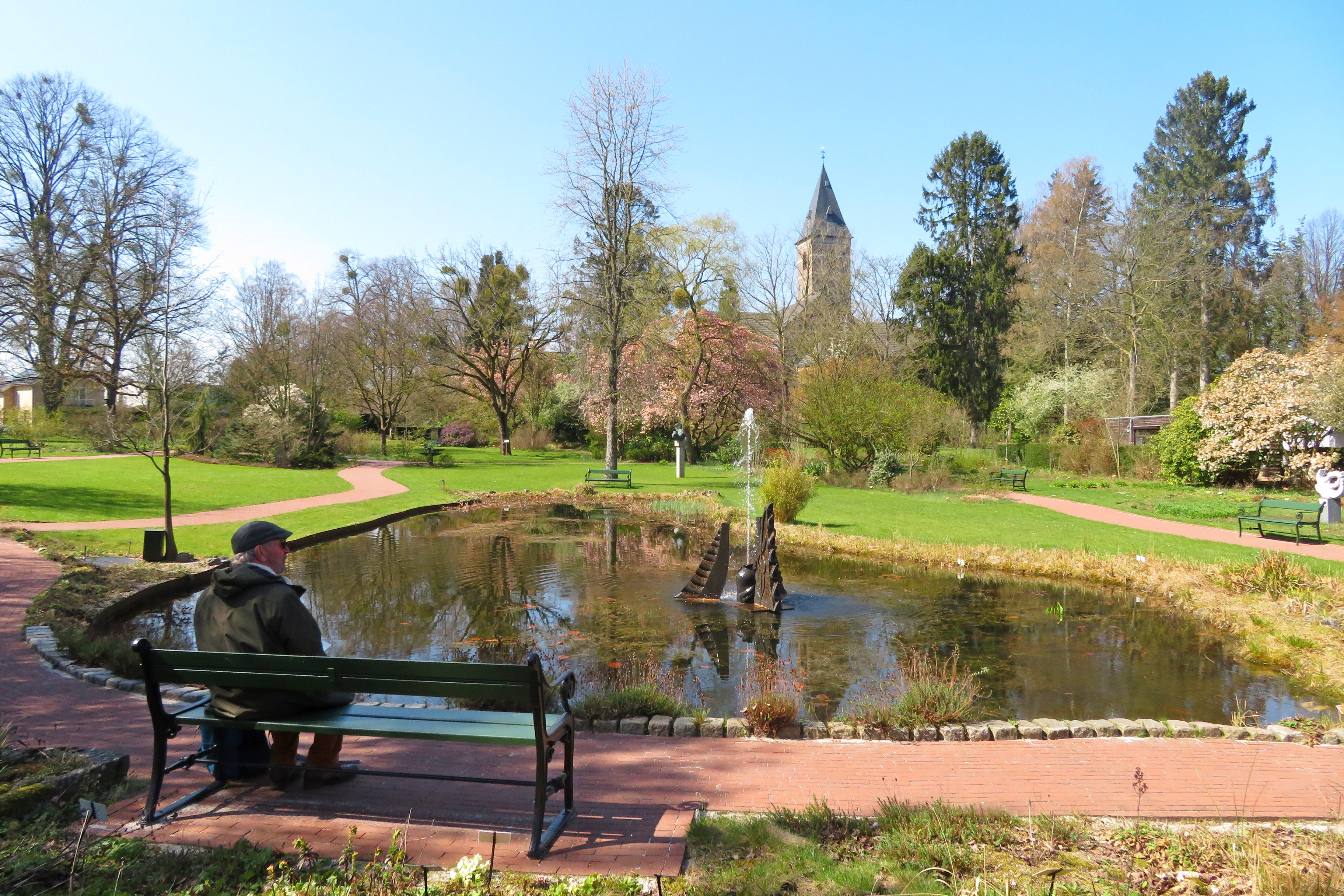
Der Botanische Garten Kerkrade, im Hintergrund die Kirche

Die Kirche hat Ensemblewert durch den rechterseits anschließenden Botanischen Garten und das Arzthaus linkerseits.

## Kunstwerke
In der Kirche sind viele Werke von dem von Hubert Spierts entdeckten Bildschnitzer Nikolaus Duprez zu sehen.

## Pfarrer
- 1918–1958: Hubert Spierts
- 1959–1978: Hubert Vliegen
- 1978–1986: André Franssen[13]
- 1986–2007: Jan Salden